# 瓦莱丽·拜登·欧文斯
瓦莱丽·拜登·欧文斯（英語：Valerie Biden Owens，1945年11月5日—）是美国政治战略家、竞选经理和前教育工作者。她是美国第46任现任乔·拜登的妹妹。2016年，美国总统巴拉克·奥巴马提名她为第71届联合国大会美国候补代表。
欧文斯在其兄长参加的所有选举中皆发挥了重要作用。她是拜登所有参议院选举以及1988年和2008年总统竞选的竞选经理，也是他2020年总统竞选的高级顾问。2022 年，欧文斯出版了自传《成长中的拜登》。

## 早年生活及教育
她于1945年11月5日出生于马萨诸塞州波士顿郊区，母亲是凯瑟琳·尤金妮亚“吉恩”（原姓芬尼根；1917年-2010年），父亲是小约瑟夫·罗宾内特·拜登。（1915年-2002年）。她的兄弟包括乔·拜登、弗朗西斯·“弗兰克”·拜登以及詹姆斯·“吉姆”·拜登。她的家庭是爱尔兰天主教家庭。拜登的父亲最初很富有，但后来遭遇了几次经济挫折。几年来，全家与拜登的祖父母住在宾夕法尼亚州斯克兰顿。乔·拜登后来成为一名成功的二手车销售员，维持着全家的中产阶级生活。
欧文斯于1963年毕业于特拉华州威尔明顿的乌尔苏拉学院，随后前往特拉华大学学习并于1967年毕业。欧文斯是该校院长的推荐人选，也是返校节女王。

## 职业生涯
大学毕业后，欧文斯在威尔明顿友谊学校担任教师，之后专注于政治。在1997年到2016年间，她担任媒体咨询公司乔·斯莱德·怀特公司的执行副总裁。欧文斯在特拉华州服务机构关怀部工作了35年之久，并担任该机构的董事会成员。
她与国际妇女运动组织密切合作，帮助女性提高和发展自己的政治技能。2013年，欧文斯作为美国官方代表与哥哥乔·拜登一起前往梵蒂冈参加教皇方济各的就职典礼。
2014年，欧文斯担任哈佛政治研究所常驻研究员。2017年，欧文斯在特拉华州威尔明顿举行的TED大会上担任特邀演讲嘉宾。欧文斯是特拉华大学拜登研究所和拜登基金会的副主席。欧文斯定期回到特拉华大学，就政治和她作为女性参加竞选的经历发表演讲。

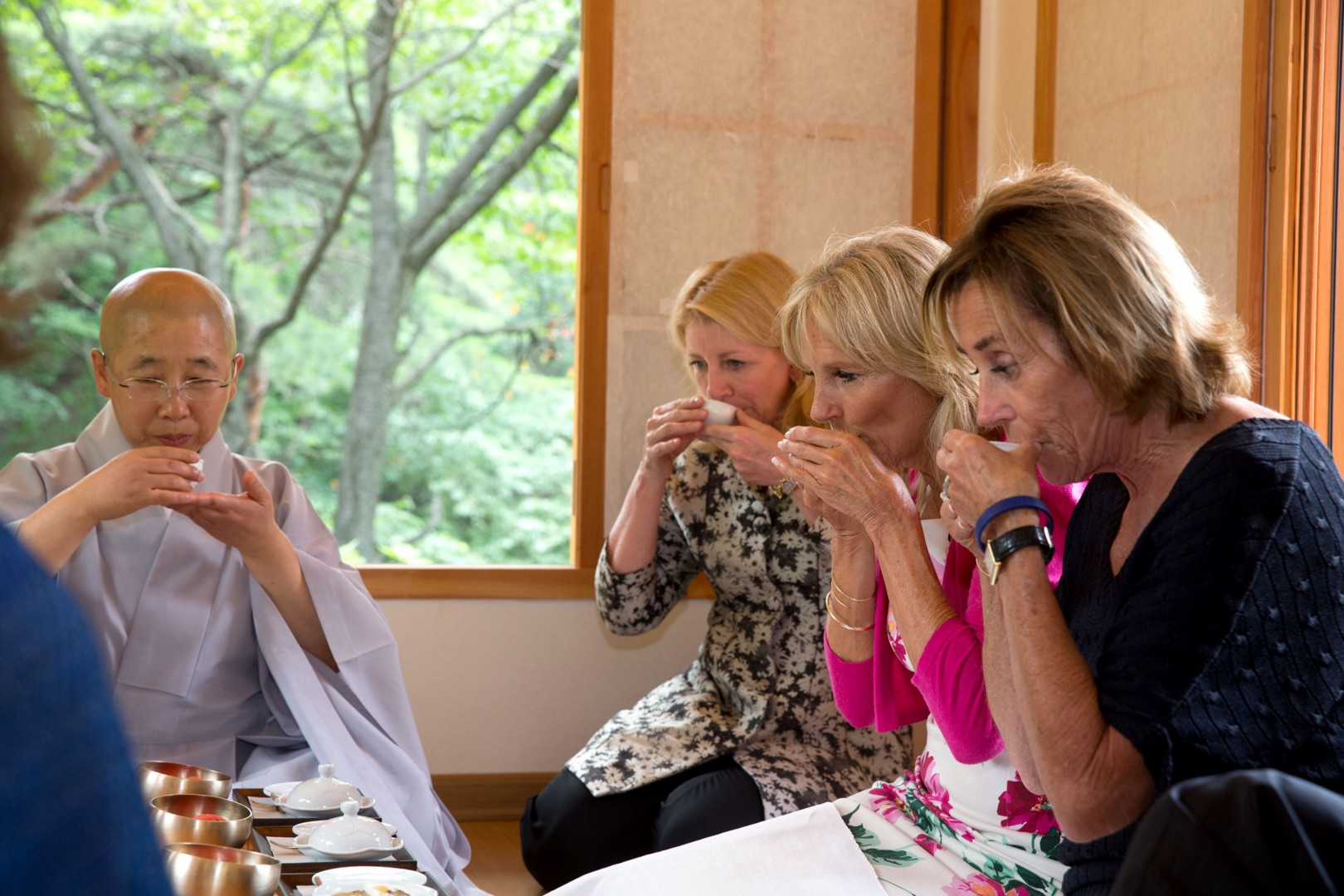
2015年欧文斯与嫂子吉尔·拜登在韩国

她曾作为励志演说家、领导力和沟通研讨会教师环游世界，在她的帮助下创立了欧文斯-帕特里克研讨会小组。欧文斯目前担任内华达大学拉斯维加斯分校公共政策研究所的顾问委员会成员。
欧文斯在她哥哥的所有政治竞选中都发挥了重要作用，最早可以追溯到1970年他第一次竞选特拉华州纽卡斯尔县议员时。1988年，欧文斯为乔·拜登的总统竞选活动担任经理。2008年，欧文斯和艾什莉·贾德在北卡罗来纳州一起参加了几次竞选活动，支持巴拉克·奥巴马和乔·拜登组合。
乔·拜登在2020年11月7日总统当选演说中提到了欧文斯。欧文斯出席了在特拉华州威尔明顿举行的活动，在那里她还见到了当选副总统卡玛拉·哈里斯的妹妹马娅·哈里斯。

## 个人生活
欧文斯的第一任丈夫是布鲁斯·桑德斯，两人于大学毕业后不久结婚。1972年12月，欧文斯的嫂子内莉亚在一场车祸中丧生后，布鲁斯和瓦莱丽搬去与乔·拜登以及他的两个儿子亨特和博同住。瓦莱丽帮忙照顾她的侄子，以便乔·拜登能在1973年开始他的第一个参议员任期。瓦莱丽和布鲁斯都曾参与乔·拜登1972年的第一次参议院竞选活动。
欧文斯的第二任丈夫是律师约翰·T·欧文斯，两人育有三个孩子。其中儿子卡夫·欧文斯也是一名律师，此外这对夫妇还有两个女儿米西·欧文斯和凯西·欧文斯·卡斯特洛。此外约翰·T·欧文斯是乔·拜登在雪城大学法学院读书期间的朋友。这对夫妇于1975年在联合国教会中心举行了一场罗马天主教婚礼。2021年10月，卡夫·欧文斯与真人秀明星梅根·金结婚。两人于两个月后分居，婚姻随后宣布无效。

## 荣誉
特拉华大学于2018年授予她法学荣誉博士学位，哈佛大学于2015年授予她“激励变革女性”奖，乌尔苏拉学院于2018年将她选入杰出校友名人堂。
2021年，《福布斯》杂志将欧文斯列入“50位50岁以上女性影响力榜单”。榜单上的女性通过社会创业、法律、倡议和教育激发社区变革。